# Аленктен
Аленктен (фр. Alincthun) насеље је и општина у североисточној Француској у региону Север-Па де Кале, у департману Па де Кале која припада префектури Булоњ сир Мер.
По подацима из 2011. године у општини је живело 340 становника, а густина насељености је износила 34,41 становника/km². Општина се простире на површини од 9,88 km². Налази се на средњој надморској висини од 98 метара (максималној 120 m, а минималној 33 m).

## Демографија
| 1962. | 1968. | 1975. | 1982. | 1990. | 1999. | 2011. |
| ----- | ----- | ----- | ----- | ----- | ----- | ----- |
| 304   | 314   | 309   | 322   | 364   | 343   | 340   |

График промене броја становника у току последњих година